# Flying Dutchman (goélette)
Pour les articles homonymes, voir Flying Dutchman.
Le Flying Dutchman  est une goélette-franche à coque acier et mâts métalliques, battant pavillon néerlandais. Son port d'attache actuel est Amsterdam aux Pays-Bas. 

## Histoire
Il a été construit en 1903 au chantier naval de Kuypers/Vuyk de Capelle aan den IJssel comme lougre de pêche au hareng. Il portait le nom de Machiel (KW33)

En 1929 il est équipé d'un moteur Kromhout de 80/100 cv. 
En 1950, il est vendu à Rotterdam et utilisé pour la pêche au hareng et poissons plats. En 1953 il est revendu en Norvège et prend le nom de Trix. Il change plusieurs fois de propriétaire. En 1962 il est équipé de son moteur actuel. 

En 1993, il est de retour aux Pays-Bas à Terschelling. En 1995, il subit une rénovation complète  et devient la goélette Flying Dutchman. 
Il navigue en Méditerranée comme voilier-charter sur les côtes d'Italie et Croatie, ayant comme base Cefalu (Croatie).
Il a participé de nombreuses fois au Hanse Sail de Rostock , ainsi qu'à Brest 2008.